# LOLLiPOP
「LOLLiPOP」（ろりぽっぷ）は、日本のダンスパフォーマンスユニットTEMPURA KIDZの楽曲で、3rdシングル。2015年8月5日にSMEレコーズから発売

。

## 収録曲
1. LOLLiPOP (3:43)
作詞：イワツボコーダイ 作曲：イワツボコーダイ、KAY 編曲：KAY
2. ミイラキラー (4:17)
作詞：いつか 作曲：いつか、Yasuhito Yamada by LUUxOOR 編曲：Yasuhito Yamada by LUUxOOR